# Consonno
Consonno ist eine Fraktion der italienischen Stadt Olginate in der Provinz Lecco.
Die erste Erwähnung des Ortes stammt aus dem Jahr 1085. Im Jahr 1962 kaufte die Familie des Unternehmers Mario Bagno für 22,5 Millionen Italienische Lire alle Aktien der Firma Real Consonno Brianza, was die Familie zur Eigentümerin machte. Beinahe alle Gebäude wurden abgerissen, mit Ausnahme der San Maurizio geweihten Kirche, dem Pfarrhaus, einem angrenzenden Haus und dem kleinen Friedhof. Alle Bewohner mussten die Stadt verlassen. Es entstand ein Vergnügungsort nach dem Vorbild von Las Vegas. Nach einem Erdrutsch auf der Zufahrtsstraße im Jahr 1976 war der Ort nicht mehr zugänglich, heute ist er eine Geisterstadt. Consonno wurde 2014 für 10 bis 14 Millionen Euro zum Verkauf angeboten.